# Vastveitloftet

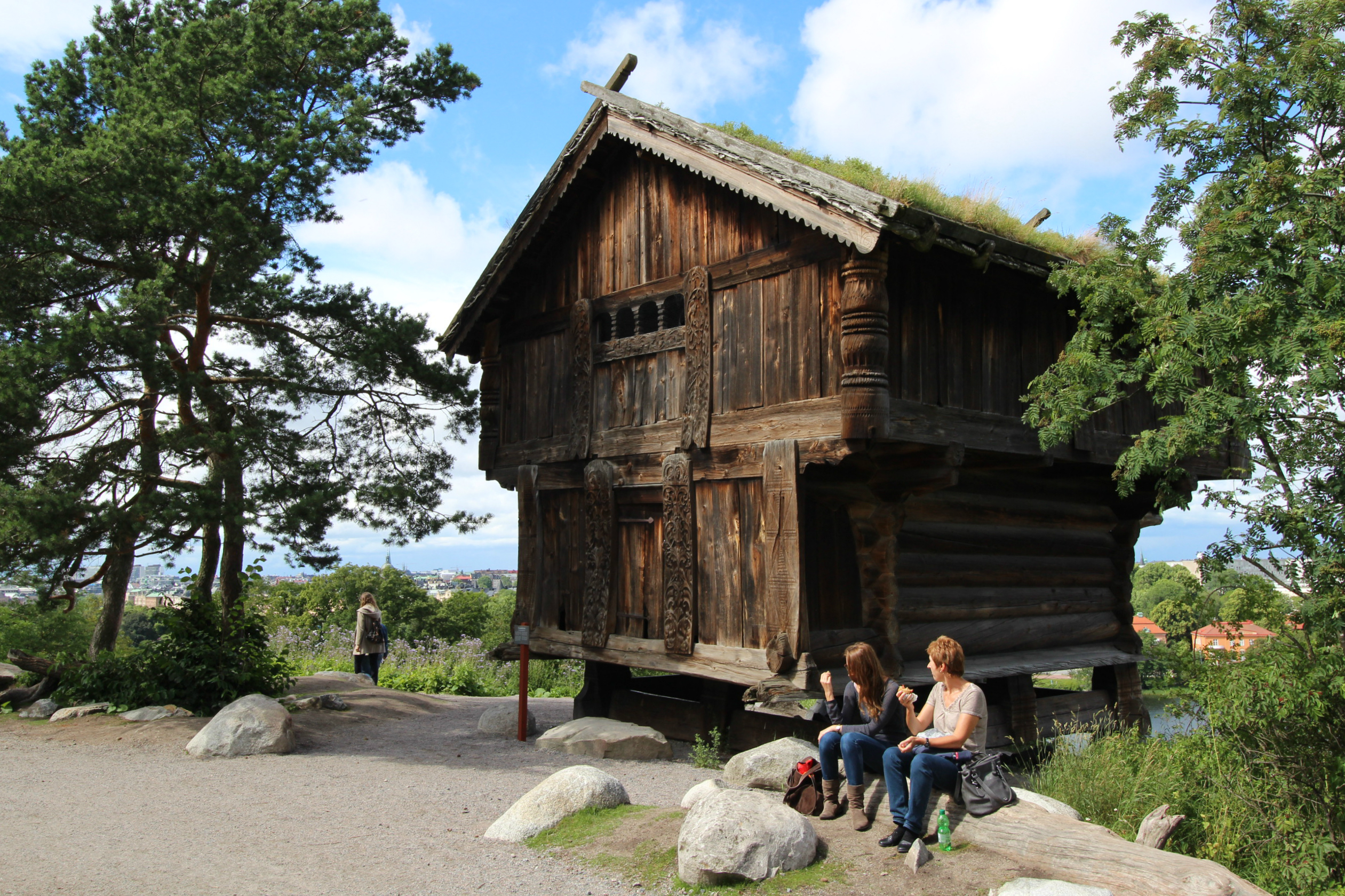
Vastveitloftet på Skansen

Vastveitloftet är en norsk kulturhistorisk byggnad på Skansen i Stockholm. Loftsboden, som är Skansens enda icke-svenska byggnad, stod ursprungligen på Vasstveit gård i Flatdal i Telemark. Vastveitsloftet är Skansens äldsta hus. Dess äldsta delar härrör från inledningen av 1300-talet. Då Artur Hazelius befann sig på resa i Norge på hösten 1874 besökte han bland annat Vastveit. Huset köptes in till Skansen 1901 sedan Hazelius erhållit ett utförseltillstånd genom dåvarande konservatorn  vid Norsk Folkemuseum, Hans Aall., Loftsboden fraktades med stora besvär, först genom otaliga körvändor med häst genom Telemark, därnäst med båt till Kristiania och vidare till Stockholm med järnvägen.
Loftsboden består av två våningar, varav den övre omges av en svale. Etagen förbinds med en trappa. Huset är uppbyggt av kraftigt timmer. Under en ombyggnad under 1700-talet kläddes nedre delen in med bräder samtidigt som boden smyckades med växtliknande utskärningar. I övervåningen förvarades gårdens textilier medan spannmål, bröd och färskvaror lagrades i undervåningen.